# Ленёвское
Ленёвское — село Режевского городского округа Свердловской области России.

## Географическое положение
Село расположено в 25 километрах на север от города Режа (по автомобильной дороге 27 километра), на краю леса, по обоим берегам в среднем течении реки Большой Ленёвки (правого притока реки Нейвы). Климатические условия местности благоприятны для здоровья жителей, почва по преимуществу чернозёмная.

## Крестовоздвиженский храм

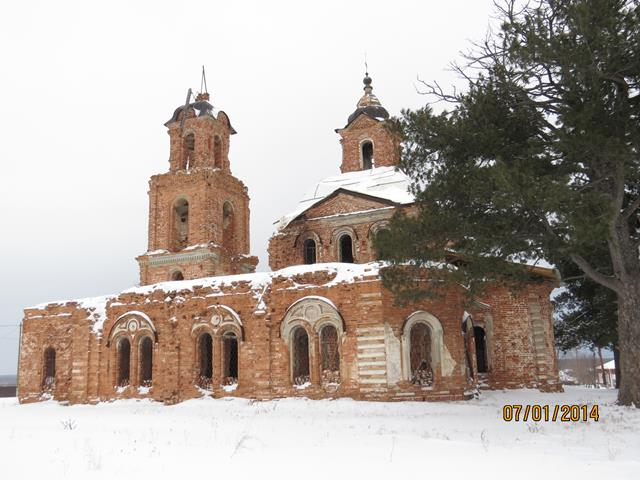
Крестовоздвиженский храм в Ленёвском, фото 2014 г.

По сведениям справочника 1902 года «Приходы и церкви Екатеринбургской епархии» в 1800 году каменный храм был заложен, а 1811 году в честь Воздвижения Честного и Животворящего Креста Господня освящён. В 1833 году был устроен в нём придел в честь Пресвятой Богородицы и в 1834 году был освящён. В 1888 году был приложен новый придел в честь Святителей: Василия Великого, Григория Богослова и Иоанна Златоуста, освящённый в 1893 году. В начале XX века для священнослужителей церкви имелись два дома.
С 1937 года служение не проводилось. В 2000-х годах в селе создан новый православный приход. В 2007 г. эпизодические службы в разрушающемся храме проводил настоятель прихода соседнего села Арамашка Кирилл Любомудров. Также в селе создан молитвенный дом. Службы проводит сменивший К. Любомдрова настоятель Сергий Клепалов.

## Население
| 2002 | 2010 | 2021 |
| ---- | ---- | ---- |
| 643  | ↘587 | ↘472 |